# Angelópolis (Puebla, Mexique)

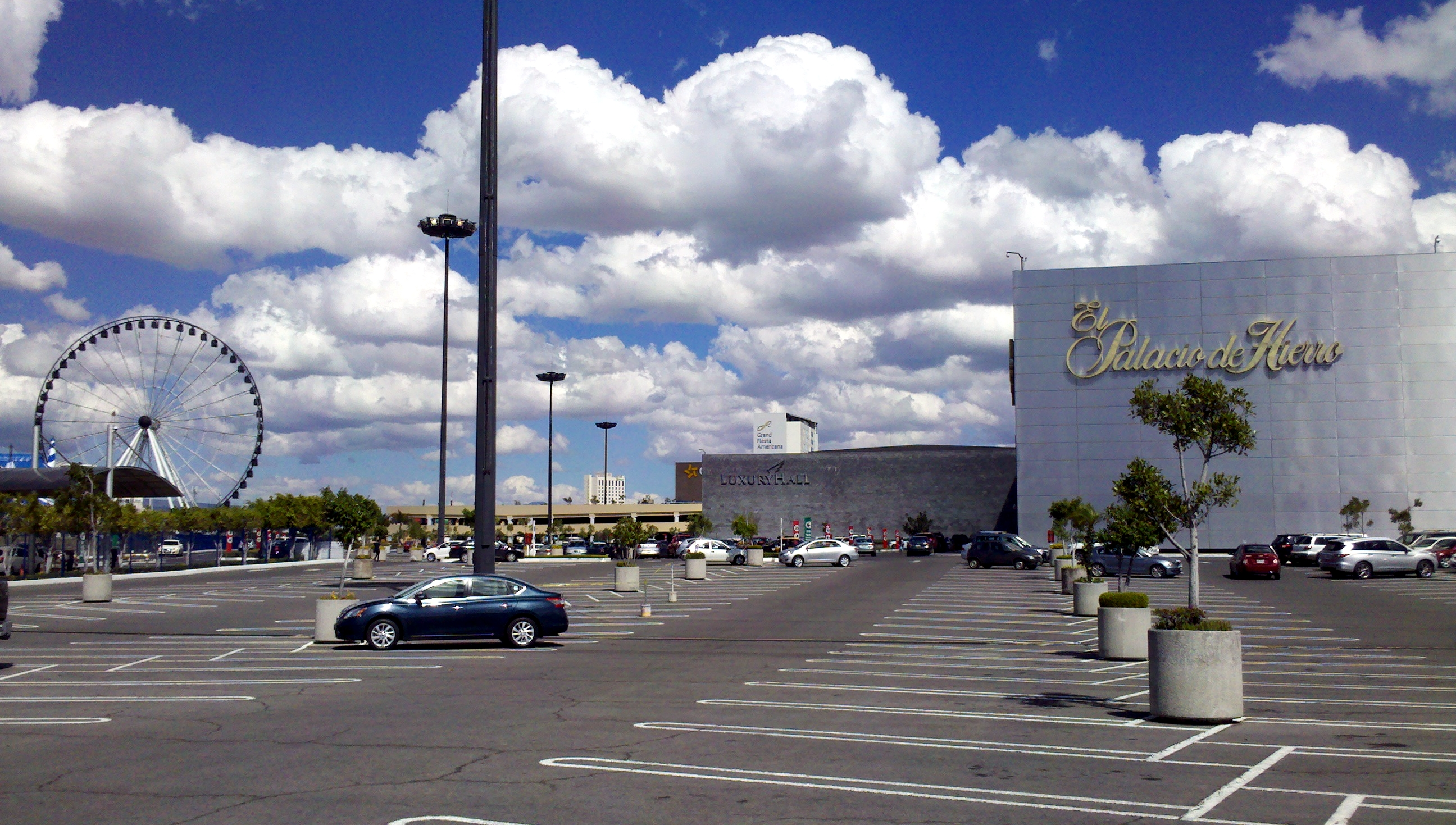
Centre Comercial Angelópolis, Puebla, Mexique (photo prise en 2016)

Angelópolis est une zone économique, résidentielle et commerciale appartenant à la ville de  Puebla, et située à l'est de la ville de San Andrés Cholula dans l'état de Puebla, Mexique.
Cette zone a été créée dans les années 1990. Trois universités privées y sont implantées : l'Institut de technologie et d'études supérieures de Monterrey, l'Universidad Iberoamericana et l'Universidad Anáhuac; ainsi que certaines écoles privées comme l'Instituto Andes, le Colegio del Bosque, etc. Le musée international du baroque (Museo Internacional del Barroco) est également situé dans cette zone.